# Эттори, Жан-Люк
Жан-Люк Эттори́ (фр. Jean-Luc Ettori; родился 29 июля 1955, Марсель, Франция) — французский футбольный вратарь, участник чемпионата мира—1982.

## Карьера

### Клубная
Жан-Люк Эттори на протяжении всей карьеры играл за один клуб — «Монако». Голкипер дебютировал в команде 20 декабря 1975 года в матче с «Бордо». Пропустив в той игре 3 гола, Эттори больше не появлялся на поле до сезона 1977/78, когда стал основным вратарём команды, вытеснив из состава Ива Шово. В том сезоне Жан-Люк Эттори впервые в своей карьере стал чемпионом Франции.
Два года спустя «Монако» с Эттори в составе выиграл кубок Франции, одолев в финале «Орлеан». Ещё через 2 года голкипер вновь стал чемпионом страны. До окончания 1980-х годов Эттори в составе клуба стал трёхкратным чемпионом Франции, а также ещё трижды играл в финале национального кубка. Сезон 1989/90 ознаменовался для «Монако» и его вратаря выходом в полуфинал Кубка кубков.
В сезоне 1990/91 Эттори в третий раз в своей карьере стал обладателем кубка Франции и через год голкипер играл за «монегасков» в финале Кубка кубков. В сезоне 1993/94, ставшем последним в карьере вратаря, Эттори обошёл по количеству сыгранных матчей в Дивизионе 1 Доминика Дропси и стал рекордсменом турнира по этому показателю (в 2013 году рекорд Эттори побил Микаэль Ландро)
.
В свой последний сезон в качестве игрока Жан-Люк Эттори вновь выступал в еврокубках и дошёл со своей командой до полуфинала Лиги чемпионов.

### В сборной
Эттори дебютировал в сборной Франции 27 февраля 1980 года в товарищеском матче с Грецией, заменив Доминика Дропси в перерыве встречи.
В 1982 году голкипер попал в заявку сборной на чемпионат мира. На турнире Эттори был основным вратарём команды и сыграл 6 матчей.
В последний раз за сборную Жан-Люк Эттори выступал 31 августа 1982 года в товарищеском матче со сборной Польши
. Всего голкипер провёл за национальную команду 9 матчей и пропустил 13 голов.

### Тренерская
В сентябре 1994 года Жан-Люк Эттори был назначен главным тренером «Монако». Под его руководством команда сыграла в чемпионате 17 игр, 6 из которых были выиграны, 7 — сведены вничью. В феврале 1995 года Эттори покинул пост наставника, «монегаски» же по итогам сезона заняли 6-е место в Дивизионе 1.

## Достижения

### Командные
- Финалист Кубка кубков (1): 1991/92
- Чемпион Франции (3): 1977/78, 1981/82, 1987/88
- Вице-чемпион Франции (3): 1983/84, 1990/91, 1991/92
- Обладатель кубка Франции (3): 1979/80, 1984/85, 1990/91
- Финалист кубка Франции (2): 1983/84, 1988/89

### Личные
- 602 матча в чемпионате Франции (рекорд с 1994 года)

## Статистика
| Клуб             | Сезон            | Чемпионат        | Чемпионат | Чемпионат | Кубки | Кубки | Еврокубки | Еврокубки | Всего | Всего |
| Клуб             | Сезон            | Лига             | Игры      | Голы      | Игры  | Голы  | Игры      | Голы      | Игры  | Голы  |
| ---------------- | ---------------- | ---------------- | --------- | --------- | ----- | ----- | --------- | --------- | ----- | ----- |
| Монако           | 1975/76          | Дивизион 1       | 1         | -3        | 0     | 0     | 0         | 0         | 1     | -3    |
| Монако           | 1976/77          | Дивизион 2       | 0         | 0         | 0     | 0     | 0         | 0         | 0     | 0     |
| Монако           | 1977/78          | Дивизион 1       | 34        | -?        | 8     | -?    | 0         | 0         | 42    | -?    |
| Монако           | 1978/79          | Дивизион 1       | 36        | -?        | 5     | -7    | 4         | -3        | 45    | -?    |
| Монако           | 1979/80          | Дивизион 1       | 37        | -?        | 10    | -11   | 4         | -7        | 51    | -?    |
| Монако           | 1980/81          | Дивизион 1       | 38        | -41       | 5     | -6    | 2         | -5        | 45    | -52   |
| Монако           | 1981/82          | Дивизион 1       | 37        | -?        | 4     | -?    | 2         | -6        | 43    | -?    |
| Монако           | 1982/83          | Дивизион 1       | 36        | -?        | 4     | -?    | 2         | -2        | 42    | -?    |
| Монако           | 1983/84          | Дивизион 1       | 38        | -29       | 10    | -10   | 0         | 0         | 48    | -39   |
| Монако           | 1984/85          | Дивизион 1       | 17        | -?        | 10    | -2    | 0         | 0         | 27    | -?    |
| Монако           | 1985/86          | Дивизион 1       | 38        | -42       | 1     | -2    | 2         | -3        | 42    | -47   |
| Монако           | 1986/87          | Дивизион 1       | 33        | -?        | 4     | -?    | 0         | 0         | 37    | -?    |
| Монако           | 1987/88          | Дивизион 1       | 37        | -?        | 3     | -4    | 0         | 0         | 40    | -?    |
| Монако           | 1988/89          | Дивизион 1       | 37        | -?        | 10    | -11   | 6         | -5        | 53    | -?    |
| Монако           | 1989/90          | Дивизион 1       | 38        | -24       | 1     | -3    | 8         | -6        | 47    | -33   |
| Монако           | 1990/91          | Дивизион 1       | 38        | -30       | 6     | -4    | 6         | -6        | 50    | -40   |
| Монако           | 1991/92          | Дивизион 1       | 34        | -?        | 5     | -4    | 9         | -7        | 48    | -?    |
| Монако           | 1992/93          | Дивизион 1       | 37        | -?        | 3     | -3    | 4         | -1        | 44    | -?    |
| Монако           | 1993/94          | Дивизион 1       | 36        | -?        | 3     | -0    | 11        | -10       | 50    | -?    |
| Всего за карьеру | Всего за карьеру | Всего за карьеру | 602       | -?        | 92    | -?    | 60        | -?        | 754   | -?    |

| Матчи Эттори за сборную Франции | Матчи Эттори за сборную Франции | Матчи Эттори за сборную Франции | Матчи Эттори за сборную Франции | Матчи Эттори за сборную Франции | Матчи Эттори за сборную Франции | Матчи Эттори за сборную Франции |
| ------------------------------- | ------------------------------- | ------------------------------- | ------------------------------- | ------------------------------- | ------------------------------- | ------------------------------- |
| №                               | Дата                            | Оппонент                        | Счёт                            | Пропущено голов                 | Соревнование                    |                                 |
| 1                               | 27 февраля 1980                 | Греция                          | 5:1                             | 0                               | Товарищеский матч               |                                 |
| 2                               | 24 мая 1982                     | Болгария                        | 0:0                             | 0                               | Товарищеский матч               |                                 |
| 3                               | 16 июня 1982                    | Англия                          | 1:3                             | 3                               | ЧМ—1982                         |                                 |
| 4                               | 21 июня 1982                    | Кувейт                          | 4:1                             | 1                               | ЧМ—1982                         |                                 |
| 5                               | 24 июня 1982                    | Чехословакия                    | 1:1                             | 1                               | ЧМ—1982                         |                                 |
| 6                               | 28 июня 1982                    | Австрия                         | 1:0                             | 0                               | ЧМ—1982                         |                                 |
| 7                               | 4 июля 1982                     | Северная Ирландия               | 4:1                             | 1                               | ЧМ—1982                         |                                 |
| 8                               | 7 июля 1982                     | ФРГ                             | 3:3                             | 3                               | ЧМ—1982                         |                                 |
| 9                               | 31 августа 1982                 | Польша                          | 0:4                             | 4                               | Товарищеский матч               |                                 |

Итого: 9 матчей / 13 пропущенных голов; 4 победы, 3 ничьих, 2 поражения.